# Вулиця Сергія Параджанова (Житомир)
Вулиця Сергія Параджанова — вулиця Житомира, названа на честь кінорежисера Сергія Параджанова.

## Історія
Вулиця є частиною старої дороги, відомої з 18 ст., що сполучала переправу через Тетерів, біля села Станишівка з Великою Московською стовповою дорогою (тепер — вул. Корольова) та дорогою на Вацків. Від 20 ст. забудовується як вулиця, з 1920-х років — Ковальська. У 1974 році перейменована на вулицю Баранова — на честь командира 1-го гвардійського кавалерійського корпусу, генерал-лейтенанта Віктора Баранова, що брав участь у боях за Житомир в 1943 р.
Відповідно до розпорядження Житомирського міського голови від 19 лютого 2016 року № 112 «Про перейменування топонімічних об'єктів та демонтаж пам'ятних знаків у м. Житомирі», перейменована на вулицю Сергія Параджанова. Пропозицію було надано вірменською національною спільнотою міста.
Під час громадських обговорень щодо перейменувань розглядалась пропозиція повернути вулиці історичну назву — Ковальська.